# Swfdec
Swfdec (ausgesprochen „swiff deck“) ist eine freie Wiedergabe-Software für das Adobe-Flash-Format (SWF) unter Unix-Systemen, die unter der Softwarelizenz LGPL veröffentlicht wurde.
Es werden Funktionen von SWF Version 7 und ActionScript unterstützt sowie einige der Videofunktionen des Flash 9 Players. Die Software befindet sich in einer frühen Entwicklungsphase und kann noch nicht als vollwertiger Ersatz für den Adobe Flashplayer benutzt werden.
Die Wiedergabe von Flash-Videos (z. B. von den Portalen YouTube, DailyMotion, Yahoo, CNN, AOL etc.) ist schon möglich. Ein Blog-Eintrag des Hauptentwicklers deutet darauf hin, dass die Entwicklung mittlerweile eingestellt wurde, auch gab es seit Dezember 2008 keine neuere Version (Stand Dezember 2014).

## Technik
Die Software besteht aus einer Programmbibliothek, für die es ein Erweiterungsmodul für Mozilla-Browser (und solche mit kompatibler Pluginarchitektur) und ein separates Wiedergabeprogramm für den GNOME-Desktop als Oberfläche gibt.
Es benutzt die Grafikbibliothek Cairo zum Rendern und PulseAudio, OSS, oder ALSA für Audio-Wiedergabe.
- Swfdec kann für verschiedene Systemarchitekturen kompiliert werden und ermöglicht somit beispielsweise native  Unterstützung für 64-Bit Systeme
- Swfdec basiert auf dem Multimediaframework GStreamer und hat dadurch Audio-Backends für z. B. OSS und ALSA

## Einsatz
Debian GNU/Linux 5.0 (Lenny) verwendet Swfdec standardmäßig als Flash-Plugin für Iceweasel. Ubuntu 8.04 (Hardy Heron) bietet Swfdec bereits im Installationsassistenten für fehlende Firefox-Plugins an. Auch bei Fedora 9 wird Swfdec als Ersatz für proprietäre Lösungen angeboten.
Ubuntu ab Version 9.10 hat es zwar noch in der Repository, aber nicht mehr standardmäßig installiert.